# Gare de Menton
Gare de Menton – stacja kolejowa w Mentonie, w departamencie Alpy Nadmorskie, w regionie Prowansja-Alpy-Lazurowe Wybrzeże, we Francji. Znajduje się na linii Marsylia-Ventimiglia.
Jest obsługiwana codziennie przez pociąg TGV Paryż-Ventimiglia, co tydzień Moskwa-Nicea i pociągi TER PACA.